# Stadt der Verdammten
Stadt der Verdammten (Originaltitel: Silver Lode) ist ein Western von Allan Dwan aus dem Jahre 1954. Er wurde in Technicolor produziert.

## Handlung
Am 4. Juli, dem Unabhängigkeitstag, reiten vier Männer in eine Kleinstadt in Kansas, um den dort lebenden Farmer Dan Ballard zu verhaften, der vor zwei Jahren einen Mord begangen haben soll. Anführer ist Fred McCarthy, der vorgibt, Bezirksrichter in Kalifornien zu sein. Zusammen mit dem örtlichen Richter gelingt es Ballard, der gerade heiraten wollte, seine Verhaftung um zwei Stunden hinauszögern, in denen er versuchen will, seine Unschuld zu beweisen. Dabei erweist sich bald, dass fast die gesamte Stadt sich gegen ihn wendet und Jagd auf ihn macht, anstatt ihm zu helfen.

## Hintergrund
Der Film ist von dem zwei Jahre zuvor entstandenen Western Zwölf Uhr mittags inspiriert. Die Figur des Fred McCarthy steht für den damaligen Politiker Joseph McCarthy und dessen restriktive Kampagne gegen eine angebliche Unterwanderung der USA durch Kommunisten.
Die deutsche Synchronisation entstand 1954 in Berlin.
| Figur            | Darsteller         | Deutscher Sprecher      |
| ---------------- | ------------------ | ----------------------- |
| Dolly            | Dolores Moran      | Herta Kravina           |
| Don Ballard      | John Payne         | Claus Holm              |
| Dr. Elmwood      | Roy Gordon         | Walter Altenkirch       |
| Fred McCarty     | Dan Duryea         | Peter Petersz           |
| Joe              | Ralph Sanford      | Erich Dunskus           |
| Johnson          | Harry Carey junior | Gerd Martienzen         |
| Kirk             | Alan Hale junior   | Hans Emons              |
| Mitch Evans      | John Hudson        | Eckart Dux              |
| Mrs. Elmwood     | Florence Auer      | Lilli Schönborn-Anspach |
| Paul Herbert     | Frank Sully        | Otto Matthies           |
| Reverend Field   | Hugh Sanders       | Robert Klupp            |
| Richter Cranston | Robert Warwick     | Alfred Haase            |
| Rider            | Myron Healey       | Heinz Giese             |
| Sheriff Wooley   | Emile Meyer        | Siegfried Schürenberg   |
| Thad Taylor      | Edgar Barrier      | Wolfgang Preiss         |
| Walt Little      | Joe Devlin         | Erich Poremski          |
| Wicker           | Stuart Whitman     | Herbert Stass           |
| Zachary Evans    | Morris Ankrum      | Curt Ackermann          |

## Kritiken
„Unglaubwürdiger Klischee-Western, in dem Mord und Totschlag im Vordergrund stehen.“

## Belege und weiterführende Informationen
1. ↑  Stadt der Verdammten. In: Deutsche Synchronkartei. Abgerufen am 19. Juni 2021.
2. ↑  Stadt der Verdammten in: synchrondatenbank.de, abgerufen am 19. Juni 2021
3. ↑  Stadt der Verdammten. In: Lexikon des internationalen Films. Filmdienst, abgerufen am 20. Januar 2018.